# Crociata dei pastori nel 1320

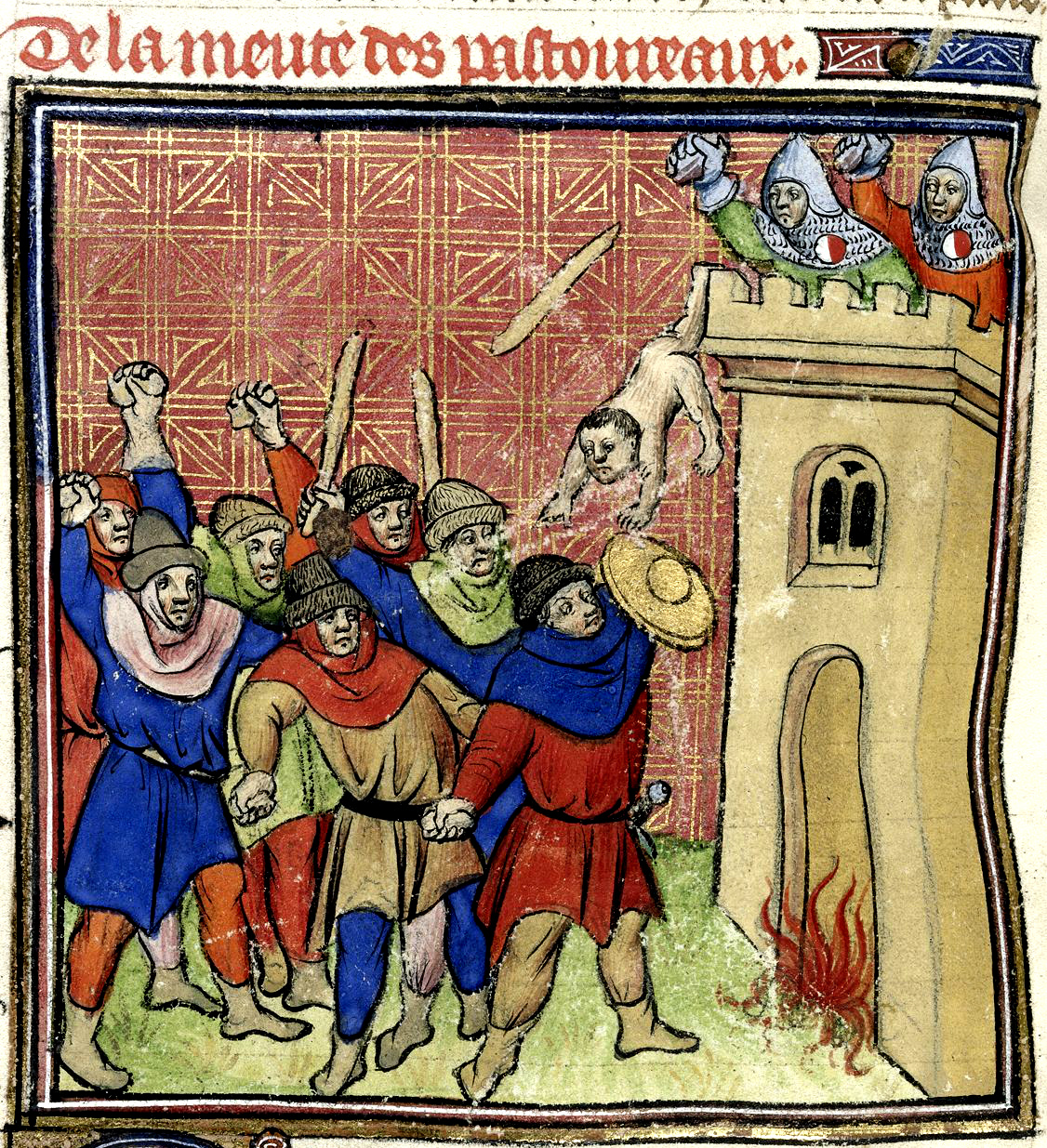
Massacro di 500 ebrei a Verdun-sur-Garonne

La Crociata dei pastori nel 1320 fu una crociata popolare.

## Descrizione
Un'ondata di carestia si stava diffondendo in tutta l'Europa occidentale, probabilmente a seguito di alcuni cambiamenti climatici ("la piccola era glaciale") e la situazione economica dei contadini si era deteriorata. La disperazione prevalente suscitò profezie e appelli per una nuova crociata. In questo contesto mistico si diffuse un rinnovato sentimento antisemita, alimentato dalle politiche degli ultimi due monarchi francesi entrambi figli di Filippo IV: Luigi X e Filippo V, i quali avevano restaurato l'influenza economica dei banchieri ebrei, annullando la politica del padre che nel 1306 aveva espulsi dal regno, annullando i debiti contratti con loro.
Dopo un pellegrinaggio a Mont-Saint-Michel alcuni gruppi di giovani contadini di Normandia furono aizzati dalle prediche infiammate di un benedettino apostata e di un prete cattolico interdetto per la sua condotta, che affermò che lo Spirito Santo lo aveva ispirato ordinandogli di combattere i Mori in Spagna . Simile alla crociata del 1251, questo movimento includeva principalmente giovani uomini, donne e bambini che marciarono su Parigi dove entrarono il 3 maggio 1320 per chiedere di guidarli a Filippo V che si rifiutò di incontrarli. Cinque giorni più tardi, avvertito di questo movimento incontrollato e sovversivo Papa Giovanni XXII lanciò la scomunica contro tutti quelli che si erano rivestiti della croce senza autorizzazione papale.
Dopo qualche pogrom, si fecero convincere a lasciare Parigi, reclutando al loro passaggio nuovi adepti. All'inizio di giugno i pastoureaux attraversarono la regione di Saintonge e il Périgord, che devastarono e saccheggiarono. Sempre più numerosi entrarono in Guienna ed arrivati nella regione dell'Agenais si divisero in due gruppi. Il primo attraversò i Pirenei seguendo il Cammino di Santiago di Compostela per continuare i massacri in Spagna, mentre il secondo risalì la valle della Garonna, uccidendo cagots ed ebrei.
Messo al corrente della carneficina, Pierre Raymond de Comminge (c.1290-1341), che Papa Giovanni XXII aveva nominato arcivescovo di Tolosa, scrisse al Papa per chiedere aiuto e consiglio. Il Papa accusò il re di Francia Filippo V d'irresponsabilità e si stupì con il legato Gaucelme de Jean, suo nipote, «che la lungimiranza reale abbia trascurato di reprimere gli eccessi e il pernicioso esempio dei Pastoureaux, che dovremmo piuttosto chiamare lupi, rapaci e omicidi, la cui condotta offende gravemente la maestà divina, disonora il potere reale e rappresentano, per tutto il reame dei pericoli inesprimibili se non vengono fermati» .
Ciò non impedì ai pastoureaux di marciare sulla sede pontificia di Avignone per attaccare il papa. In quattro giorni arrivarono alle porte di Carcassonne, dove l'armata reale li attendeva sotto il comando di Aimeric de Cros, siniscalco di Linguadoca, con il supporto delle truppe del giovane Gastone II di Foix-Béarn, allora dodicenne. I pastoureaux furono schiacciati.
I superstiti fuggirono nella regione di Narbonne. I consolati cittadini, avvertiti dal siniscalco, misero le loro città in stato difensivo e così anche fece, su ordine papale, l'arcivescovo Bernard de Fargues  . Le strade e i passaggi furono chiusi: vennero catturati sistematicamente tutti i vagabondi e chiunque sembrasse anche lontanamente un pastoureau. Nell'autunno del 1320 non ne restava più neppure uno in Linguadoca.